# Bernard Lion
Pour les articles homonymes, voir Lion (homonymie).
Bernard Lion, né le 23 mars 1939 à Boulogne-Billancourt et mort le 26 avril 2008 à Courbevoie, est un réalisateur, producteur de télévision, metteur en scène et directeur artistique français.

## Biographie
Entre son entrée à l'ORTF en 1961 et son départ en 1982, il fut à l'origine d'un nombre important de grands shows télévisés (les Top à… ou les Numéros un avec les Carpentier). Il réalisa des retransmissions de nombreux événements d'actualité comme les obsèques du général De Gaulle et les missions Apollo. Il fut à l'origine en 1970 du premier grand journal couleur de la télévision française avec Jacqueline Baudrier (24 heures sur la 2). Il a également produit avec Jacques Martin l'émission de télévision devenue mythique Le Petit Rapporteur, un journal télévisé satirique. Il a réalisé le Concours Eurovision de la chanson 1978, pour TF1, qui se déroulait à Paris. Il coréalise avec Mara Villiers en 1978 un grand show sous la forme d'une soirée dansante disco présentée par Yves Mourousi. Et pour TF1, une soirée en direct du Palace en 1980.
Parallèlement à son travail de télévision, Bernard Lion a mis en scène de nombreux spectacles à Paris : Johnny Hallyday au Palais des Sports et au Pavillon de Paris, Michel Sardou au Palais des Congrès, Michel Berger au Théâtre des Champs-Élysées, Marie-Paule Belle au Théâtre des Variétés, Serge Lama au Palais des Congrès, Eddy Mitchell au Palais des Sports, Claude Nougaro, etc. Il a obtenu en 1983 au Festival International de la Rose d'Or de Montreux la mention spéciale du jury pour la réalisation du show Le Grand Orchestre du Splendid.
De 1981 à 1998, en tant que directeur artistique de la Société des Bains de Mer à Monte-Carlo, il a travaillé avec les plus grands artistes internationaux tels Frank Sinatra, Harry Belafonte, Sammy Davis Jr., Paul Anka, Dionne Warwick, Liza Minnelli, Jerry Lewis, Stevie Wonder, etc.
Bernard Lion a créé et organisé avec Gérard Paquet fondateur de Châteauvallon et André Francis (« l'homme du jazz à la radio »)  de 1969 à 1973 le Festival de Jazz de Châteauvallon, l'un des premiers grands festivals de jazz en France et a collaboré avec les plus grands : Dizzy Gillespie, Stan Getz, Jimmy Smith, Gerry Mulligan, John McLaughlin, Don Cherry, Weather Report…
Depuis 1998, Bernard Lion, spécialiste mondialement reconnu dans le domaine du jazz, organisait à New York et en France des expositions et projections sur ce thème : photos de Francis Lai, images des films qu'il avait réalisés actuellement conservés dans les archives de l'INA (Earl Hines, Duke Ellington, Oscar Peterson, Thelonious Monk, Bill Evans, Jimmy Smith, Stan Getz, Dizzy Gillespie, Hony Griffindes au Chelsea Art Museum, French Institute Alliance Française, Palais de Chaillot, etc).
Bernard Lion avait pour son œuvre été fait officier des Arts et des Lettres et officier de la Légion d'honneur[Quand ?]. Il était membre de la SACEM.

## Résumé de sa carrière à la télévision et principales réalisations
1957-1965 
- Assistant - Réalisateur de Sacha Guitry, Frédéric Rossif,
- Assistant à 5 colonnes à la une,
- Assistant au Festival d'Aix en Provence.

1965-1970
- Réalisateur pour les magazines d'actualités Panorama, Tel Quel, Les Quatre saisons (environ 50 films)
- Réalisateur des grands directs pour les événements importants de l'actualité (élections, allocutions du Général de Gaulle…)
- Réalisateur - Producteur d'émissions de variétés : Vedettes en vacances (films) (Réal. - Prod.); Sur tous les tons (vidéo) (Réal. - Prod.) ; Variétés pour les fêtes de fin d'année (Vidéo) (Réal.) ; Sacha Show (Vidéo) (Réal.) (Prod. Maritie et Gilbert Carpentier)
- Réalise au Laboratoire d'Issy-les-Moulineaux les premières émissions en couleur.

1970-1975
- Conseiller de Jacqueline Baudrier pour la création du premier journal de la 2e chaîne couleur : 24 Heures dur la 2
- Responsable au journal de la 2e chaîne de la réalisation du journal et des magazines.
- Dans le cadre de l'actualité réalise Les obsèques du Général de Gaulle, les élections présidentielles, les retransmissions d'Apollo...
- Réalisateur - Producteur de séries d'émissions musicales pour les 1re, 2e et 3e chaînes : Jazz portrait (vidéo), Jazz sur scène (vidéo), Jazz harmonie (vidéo), Jazz à Châteauvallon (vidéo) ; Un Ton au-dessus (vidéo) : 50 émissions de musique classique
- Réalisateur de séries d'émissions de variétés :
  - 2 sur la 2 (vidéo) (Prod. M. G. Carpentier)
  - Top A (vidéo) (Prod. M. G. Carpentier)
  - Devine qui est derrière la porte (vidéo) (Prod. M. G. Carpentier)
  - Numéro 1 (vidéo) (Prod. M. G. Carpentier)
  - Domino (vidéo) (Prod. G. Lux)
  - Système 2 (vidéo) (Prod. G. Lux)
  - Line direct (vidéo) (Prod. L. Renaud)
  - Taratata (vidéo) (Prod. J. Martin)
- Réalisateur - Producteur d'un Show consacré à Stéphane Grappelli : 50 ans de violon (vidéo). Cette émission représenta l'O.R.T.F. à la Rose d'Or de Montreux en 1973 et remporta le Prix du Jury.
- En 1969 crée le Festival de jazz de Châteauvallon (Toulon) qu'il dirige jusqu'en 1973.

1975-1980
- Homologué réalisateur à la S.S.R. (Télévision) à Genève en 1977.
- Réalise Mosaïque (vidéo) (Prod. C. Ruphi).
- Réalisateur - Producteur pour T.F.1. d'une série de coproductions de variétés en vidéo, au Canada avec Canal 10, au Portugal avec Télévision Portugaise, en Bulgarie avec Télévision Bulgare, en Belgique avec la R.T.B, en Suisse avec S.S.R, en Tchécoslovaquie, avec Télévision Tchécoslovaque.
- Collabore à la mise en place de la Télévision couleur à Lisbonne (Portugal).
- Réalisateur d'émissions spéciales de fin d'années.
- Réalisateur du Grand prix eurovision de la Chanson 1978 à Paris en direct du Palais des Congrès.
- Producteur avec Jacques Martin du magazine humoristique hebdomadaire : Le Petit rapporteur.
- Réalisateur - Producteur pour FR3 en 1980 d'un show Spécial de fin d'année avec Jean-Pierre Cassel, Ça, ça va plaire.
- Met en scène à Paris des grands shows de variétés, aux Palais des Sports, Pavillon de Paris, Palais des Congrès, Théâtre des Champs-Élysées, Théâtre des Variétés…

1980-1998
- Réalisateur - Producteur pour la S.S.R., la R.T.B. et T.F.1. d'émissions de variétés : Autour du Léman, Le Plat pays, Le grand casino…
- Réalisateur pour Antenne 2 de l'émission Le Grand orchestre du Splendid. Cette émission qui représenta Antenne 2 à la Rose d'Or de Montreux en 1983, a obtenu une mention spéciale en raison de la qualité de la réalisation.
- En septembre 1981, est nommé Directeur Artistique de la Société des bains de mer à Monte-Carlo : programme et met en scène les spectacles dans le cadre de la S.B.M. à Monte-Carlo.

1991
- Metteur en scène du spectacle d'André Lamy au Casino de Paris.

1992
- Metteur en scène de Génération Brassens à Bobino et au Petit Théâtre Marigny.

1993
- Metteur en scène des Victoires de la musique au Palais des Congrès.

Septembre 1998
- Arrête ses fonctions de Directeur Artistique à la S.B.M. à Monte Carlo.

1999-2008
- Avec la complicité de Franck Tenot, il programme des jazz-piano-récitals au Théâtre des Champs-Élysées.
- Création de l'Aquascenie.